# Vicente de Paula Ferreira
Vicente de Paula Ferreira CSsR (* 27. Oktober 1970 in Araraí, Espírito Santo) ist ein brasilianischer römisch-katholischer Ordensgeistlicher und Bischof von Livramento de Nossa Senhora.

Wappen von Vicente de Paula Ferreira

## Leben
Vicente de Paula Ferreira trat der Ordensgemeinschaft der Redemptoristen bei. Er studierte von 1986 bis 1990 Philosophie an der Universidade Federal de Juiz de Fora (UJF) und von 1993 bis 1996 Katholische Theologie an der Faculdade Jesuíta de Filosofia e Teologia (FAJE) in Belo Horizonte. Am 12. Dezember 1992 legte er die ewige Profess ab und am 16. November 1996 empfing er das Sakrament der Priesterweihe.
Nachdem Ferreira kurzzeitig als Verantwortlicher für die Berufungspastoral gewirkt hatte, wurde er 1998 Ausbilder am Vor-Noviziat seiner Ordensgemeinschaft. Von 2003 bis 2005 war er Verantwortlicher für die Aspiranten. Daneben belegte er von 2003 bis 2006 an der Universidade Federal de Juiz de Fora Kurse im Fach Psychologie. Von 2005 bis 2014 war Vicente de Paula Ferreira Provinzial der Ordensprovinz Rio de Janeiro-Minas Gerais-Espírito Santo der Redemptoristen. Zudem leitete er von 2005 bis 2011 die Union der Redemptoristen in Brasilien. Nach weiterführenden Studien an der Universidade Federal de Juiz de Fora erwarb er 2009 mit der Arbeit Niilismo e cristianismo em Gianni Vattimo („Nihilismus und Christentum bei Gianni Vattimo“) ein Lizenziat im Fach Religionswissenschaft und wurde 2013 bei Paulo Afonso de Araújo mit der Arbeit O cristianismo não religioso de Gianni Vattimo („Das nicht-religiöse Christentum von Gianni Vattimo“) in dieser Disziplin promoviert. Außerdem absolvierte er an der Faculdade Jesuíta de Filosofia e Teologia ein Postdoktorat in Katholischer Theologie. Ab 2014 war Ferreira in der Ausbildung der Theologiestudenten seiner Ordensgemeinschaft in Belo Horizonte tätig. Ferner gehörte er ab 2012 der Päpstlichen Akademie Alfonsiana in Rom und der Gesellschaft für psychoanalytische Studien in Juiz de Fora an.
Papst Franziskus ernannte ihn am 8. März 2017 zum Titularbischof von Castra Nova und zum Weihbischof in Belo Horizonte. Der Erzbischof von Belo Horizonte, Walmor Oliveira de Azevedo, spendete ihm am 27. Mai desselben Jahres in der Kirche São José in Belo Horizonte die Bischofsweihe; Mitkonsekratoren waren der Erzbischof von Diamantina, Darci José Nicioli CSsR, und der Bischof von Cachoeiro de Itapemirim, Dario Campos OFM. Sein Wahlspruch Caritas numquam excidet („Die Liebe hört niemals auf“) stammt aus 1 Kor 13,8 . In der Brasilianischen Bischofskonferenz gehörte Ferreira der Sonderkommission für Bergbau und integrale Ökologie an. Zudem fungierte er von 2019 bis 2023 als Vorsitzender der Kommission für die Missionsarbeit der Region Leste II der Brasilianischen Bischofskonferenz.
Am 1. Februar 2023 bestellte ihn Papst Franziskus zum Bischof von Livramento de Nossa Senhora. Die Amtseinführung erfolgte am 15. April desselben Jahres.

## Schriften
- Niilismo e cristianismo em Gianni Vattimo. Universidade Federal de Juiz de Fora, Juiz de Fora 2011 (ufjf.br).
- O cristianismo não religioso de Gianni Vattimo. Universidade Federal de Juiz de Fora, Juiz de Fora 2013 (ufjf.br).
- Cristianismo não religioso. No pensamento de Gianni Vattimo. Editora Santuário, Aparecida 2015, ISBN 978-85-369-0376-7.
- Paulo Sérgio Carrara, Vicente de Paula Ferreira: A fé crista diante de alguns ateísmos pós-modernos. In: Perspectiva teológica. Nr. 131, 2015, S. 89–110.
- Implicações pastorais da liberdade humana em Juan Luis Segundo. In: Horizonte: revista de Estudos de Teologia e Ciências da Religiao. Band 14, Nr. 43, 2016, S. 1064–1092.
- Vulnerabilidade pós-moderna e cristianismo. Editora Santuário, Aparecida 2017, ISBN 978-85-369-0484-9.
- Brumadinho 25 é todo dia. Editora Expressão Popular, São Paulo 2020, ISBN 978-85-7743-384-1.